# Serjania corrugata
Serjania corrugata är en kinesträdsväxtart som beskrevs av Ludwig Radlkofer. Serjania corrugata ingår i släktet Serjania och familjen kinesträdsväxter. Inga underarter finns listade i Catalogue of Life.